# 16-та зенітна дивізія (Третій Рейх)
16-та зенітна дивізія (Третій Рейх) (нім. 16. FlaK-Division) — зенітна дивізія Вермахту, що діяла протягом Другої світової війни у складі Повітряних сил Третього Рейху.

## Історія
16-та зенітна дивізія була сформована 1 квітня 1942 року на території окупованої Бельгії та Північної Франції. Головним завданням з'єднання було керівництво всіма протиповітряними силами в повітряному районі «Бельгія-Північна Франція», особливо в прибережних районах. Першим командиром дивізії став генерал-лейтенант Курт Штойдеманн 15 червня 1942 року зі штабом поблизу Лілля. Менш ніж за півроку бойових дій підпорядковані полки дивізії зуміли відзначитися 200-м збитим літаком противника. 1 березня 1943 року відбулася перша зміна керівництва дивізії. Новим командиром дивізії став генерал-майор Рудольф Айбенштайн, який керував дивізією до 30 квітня 1944 року.
З 29 серпня 1944 року дивізії було передано командування всіма протиповітряними силами в зоні відповідальності групи армій «B» під командуванням генерал-фельдмаршала Вальтера Моделя. З просуванням союзників перший командний пункт у Ліллі довелося нарешті залишити та перенести до Хейтер-Гейде (Голландія) з 22 вересня 1944 року. Протягом цього часу полки 16-ї зенітної дивізії залучалися до протидії союзницькій операції «Маркет-Гарден». Дії зенітників були настільки успішні, що 26 вересня 1944 року дивізія була відзначена у звіті Вермахту.
У зв'язку з продовженням наступу Об'єднаних сил союзників командний пункт дивізії знову довелося передислокувати. 23 жовтня 1944 року його перевели до Дутінхема, де підпорядкували III корпусу ППО. На початок грудня 1944 року дивізія мала у своєму складі 77 важких і 85 середніх і легких зенітних батарей, що робило її найсильнішим підрозділом військ ППО на Західному фронті. На кінець січня 1945 р. у строю залишалося ще 49 важких і 67 середніх і легких батарей.

## Райони бойових дій
- Бельгія/Північна Франція (квітень 1942 — серпень 1944);
- Нідерланди (серпень — жовтень 1944);
- Німеччина (жовтень 1944 — травень 1945).

## Командування

### Командири
- генерал-лейтенант Курт Штойдеманн (15 червня 1942 — 28 лютого 1943);
- генерал-лейтенант Рудольф Айбенштайн (1 березня 1943 — 30 квітня 1944);
- генерал-майор Фрідріх-Вільгельм Дойч (30 квітня 1944 — 8 травня 1945).

### Підпорядкованість
| Час          | Корпус         | Командування/Флот                                 | Штаб                     |
| ------------ | -------------- | ------------------------------------------------- | ------------------------ |
| 1942         |                |                                                   |                          |
| березень     | —              | Командування Люфтваффе «Бельгія-Північна Франція» | Бельгія/Північна Франція |
| 1943         |                |                                                   |                          |
| 1 січня      | —              | Командування Люфтваффе «Бельгія-Північна Франція» | Бельгія/Північна Франція |
| 1944         |                |                                                   |                          |
| 1 січня      | —              | Командування Люфтваффе «Бельгія-Північна Франція» | Бельгія/Північна Франція |
| 15 вересня   | III корпус ППО | 3-й повітряний флот                               | Нідерланди               |
| 20 вересня   | —              | 1-ша парашутна армія                              | Нідерланди               |
| 28 вересня   | III корпус ППО | Командування Люфтваффе «Захід»                    | Нідерланди               |
| 22 листопада | —              | Командування Люфтваффе «Захід»                    | Нідерланди               |
| 1945         |                |                                                   |                          |
| 1 січня      | —              | Командування Люфтваффе «Захід»                    | Нідерланди               |

### Склад
| Квітень 1943                       | Листопад 1943       | Червень 1944        | Жовтень 1944        |
| ---------------------------------- | ------------------- | ------------------- | ------------------- |
| 3-й зенітний полк                  | —                   | —                   | —                   |
| —                                  | —                   | 11-й зенітний полк  | 11-й зенітний полк  |
| —                                  | —                   | 20-й зенітний полк  | 20-й зенітний полк  |
| —                                  | 37-й зенітний полк  | —                   | —                   |
| 95-й зенітний полк                 | 95-й зенітний полк  | —                   | —                   |
| 129-й зенітний полк                |                     |                     |                     |
| 132-й зенітний полк                |                     |                     |                     |
| —                                  | —                   | —                   | 195-й зенітний полк |
| 431-й зенітний полк                | 431-й зенітний полк | 431-й зенітний полк | —                   |
| 656-й зенітний полк                | 656-й зенітний полк | —                   | —                   |
| 136-й дивізіон повітряної розвідки |                     |                     |                     |